# Gira Las Costuras del Alma
Gira Las Costuras del Alma es el nombre de la penúltima gira de conciertos del cantante y compositor gaditano El Barrio, prevista dentro de la promoción de su penúltimo disco en el mercado: Las Costuras del Alma (publicado en octubre de 2017).
Las primeras fueron confirmadas por el propio artista a través de sus redes sociales en septiembre de 2017, aunque progresivamente se fueron añadiendo nuevas hasta finales de 2018.

## Repertorio
A continuación se expone el repertorio del concierto celebrado el pasado 22 de junio de 2018 en la Plaza de Toros Los Califas de Córdoba; sin embargo, en ciertas ocasiones se cambiaban algunas canciones por otras:
1. Lamía.
2. Playa de la luneta.
3. Buenas noches amor.
4. Si no te quieren.
5. Las costuras del alma.
6. He vuelto.
7. Como llora el amor.
8. Duermevela.
9. Sin timón.
10. Playas de invierno.
11. Crónicas de un gay.
12. Ave de paso.
13. Tu frialdad.
14. Mal de amores.
15. La fuente del deseo.
16. Señor Zapatones.
17. Mi amor.
18. Al sur de tu cama.
19. Ángel malherido.
20. Estirpe.
21. Torpe canción.
22. Somos los barrieros.
23. Pa Madrid.

## Fechas
| Fecha                    | Ciudad                  | País   | Recinto                                |
| ------------------------ | ----------------------- | ------ | -------------------------------------- |
| 12 de enero de 2018      | Sevilla                 | España | Palacio de los Deportes San Pablo      |
| 13 de enero de 2018      | Sevilla                 | España | Palacio de los Deportes San Pablo      |
| 19 de enero de 2018      | Madrid                  | España | WiZink Center                          |
| 20 de enero de 2018      | Madrid                  | España | WiZink Center                          |
| 26 de enero de 2018      | Granada                 | España | Palacio Municipal de Deportes          |
| 27 de enero de 2018      | Málaga                  | España | Palacio de Deportes Martín Carpena     |
| 28 de enero de 2018      | Málaga                  | España | Palacio de Deportes Martín Carpena     |
| 2 de febrero de 2018     | Jerez de la Frontera    | España | Palacio de los Deportes de Chapín      |
| 3 de febrero de 2018     | Jerez de la Frontera    | España | Palacio de los Deportes de Chapín      |
| 17 de febrero de 2018    | Zaragoza                | España | Sala Multiusos (Auditorio)             |
| 2 de marzo de 2018       | Valladolid              | España | Polideportivo Pisuerga                 |
| 3 de marzo de 2018       | Bilbao                  | España | Bilbao Arena Miribilla                 |
| 10 de marzo de 2018      | Barcelona               | España | Palau Sant Jordi                       |
| 12 de mayo de 2018       | Santander               | España | Palacio de Deportes de Santander       |
| 19 de mayo de 2018       | Alicante                | España | Plaza de Toros de Alicante             |
| 26 de mayo de 2018       | Úbeda                   | España | Auditorio del Recinto Ferial           |
| 2 de junio de 2018       | Murcia                  | España | Plaza de Toros La Condomina            |
| 8 de junio de 2018       | Valencia                | España | Auditorio Marina Norte                 |
| 9 de junio de 2018       | Tarragona               | España | Tarraco Arena Plaza                    |
| 22 de junio de 2018      | Córdoba                 | España | Plaza de Toros Los Califas             |
| 30 de junio de 2018      | Chiclana de la Frontera | España | Poblado de Sancti Petri                |
| 14 de julio de 2018      | Roquetas de Mar         | España | Plaza de Toros de Roquetas de Mar      |
| 20 de julio de 2018      | Punta Umbría            | España | Polideportivo Antonio Gil Hernández    |
| 21 de julio de 2018      | Villanueva de la Serena | España | Anexo Estadio Villanovense             |
| 22 de julio de 2018      | Gijón                   | España | Parque Hermanos Castro                 |
| 3 de agosto de 2018      | Algeciras               | España | Plaza de Toros Las Palomas             |
| 4 de agosto de 2018      | Fuengirola              | España | Castillo Sohail                        |
| 11 de agosto de 2018     | Almendralejo            | España | Plaza de Toros de Almendralejo         |
| 31 de agosto de 2018     | Palma de Mallorca       | España | Trui Son Fusteret                      |
| 14 de septiembre de 2018 | Salamanca               | España | Multiusos Sánchez Paraíso              |
| 15 de septiembre de 2018 | Guadalajara             | España | Estadio de Atletismo Fuente de la Niña |
| 6 de octubre de 2018     | Sevilla                 | España | Auditorio Rocío Jurado                 |
| 10 de noviembre de 2018  | Cuevas de Almanzora     | España | Nave Polivalente del Recinto Ferial    |
| 24 de noviembre de 2018  | Granada                 | España | Palacio Municipal de Deportes          |
| 1 de diciembre de 2018   | Málaga                  | España | Palacio de Deportes Martín Carpena     |
| 6 de diciembre de 2018   | Madrid                  | España | WiZink Center                          |
| 8 de diciembre de 2018   | Barcelona               | España | Palau Sant Jordi                       |